# Luis Felipe Gallardo Martín del Campo
Luis Felipe Gallardo Martín del Campo S.D.B. (n. Irapuato, Guanajuato, México, 12 de diciembre de 1941) es el obispo emérito de Veracruz, profesor, teólogo y filósofo mexicano. El papa Francisco aceptó su renuncia en febrero de 2017, por tener ya cumplidos los 75 años sin embargo le nombró Administrador Apostólico. 
El 12 de noviembre de 2018, pasó a ser obispo emérito al ser sucedido por Carlos Briseño Arch en la cátedra de la Diócesis de Veracruz.
Nacido en la localidad mexicana de Irapuato en 1941.
Cuando era joven descubrió su vocación religiosa y decidió unirse a la Pía Sociedad de San Francisco de Sales (S.D.B.).
Realizó sus estudios eclesiásticos y filosóficos en el Seminario Salesiano de Guadalajara y seguidamente se trasladó a Italia, donde estudió Teología en la Pontificia Universidad Gregoriana de Roma.
Fue ordenado sacerdote en Roma, el día 22 de diciembre de 1967.
Tras su ordenación, ejerció su ministerio pastoral como maestro y asistente del Seminario Salesiano de Puebla; también ha sido asistente, director y maestro de los novicios en el Instituto Salesiano de Coacalco de Berriozábal, durante dos mandatos consecutivos e inspector de la Provincia Salesiana de Nuestra Señora de Guadalupe en el Estado de México.
El 16 de diciembre del 2000 fue nombrado por el Papa Juan Pablo II, como Prelado de la Prelatura de Mixes.
Tras su nombramiento, recibió la consagración episcopal el 24 de febrero de 2001, a manos de su consagrante principal: el entonces Arzobispo de Antequera Mons. Héctor González Martínez; y de sus co-consagrantes: el entonces Obispo de Lurín Mons. José Ramón Gurruchaga Ezama, S.D.B. y su predecesor en este cargo Mons. Braulio Sánchez Fuentes, S.D.B.
Estuvo al frente de la diócesis de Veracruz desde el 8 de mayo de 2006 hasta el 12 de noviembre de 2018, día en que fue sucedido en el cargo por Mons. Carlos Briseño Arch. 
Actualmente es obispo emérito de la diócesis de Veracruz. 
También, ejerce al mismo tiempo de Presidente de la Comisión Episcopal para los ministerios laicales y el diaconado permanente de la Conferencia del Episcopado Mexicano, A.R. (CEM).